# Georges Arnold
Pour les articles homonymes, voir Arnold.
Georges Arnold, né le 3 février 1837 à Lille et mort le 27 juillet 1912 à Sceaux (Hauts-de-Seine), est un architecte, membre de la Commune de Paris et déporté de Nouméa (Nouvelle-Calédonie).

## Biographie
Après avoir obtenu une bourse du conseil général du Nord, il entra à l'école des Beaux-arts à Lille. Il concourut pour le grand prix d'architecture de Rome mais échoua. Sous le Second Empire, il est architecte, sous-inspecteur des travaux de la Ville de Paris. En 1869, il concourut de nouveau pour la construction d'un édifice à Lille mais échoua une nouvelle fois. Pendant le siège de la capitale par les Allemands (septembre 1870 - mars 1871) il est membre de la Garde nationale au sein du 64ème bataillon, en tant que sergent-major. Il figure parmi les rédacteurs de l'Affiche noire, du 28 février 1871, qui recommandent aux Parisiens d'éviter toutes provocations contre les soldats allemands qui doivent défiler dans la capitale le 1er mars. Déjà membre du comité central, il est nommé commandant après la capitulation.   
Pendant la journée du 18 mars, il est présent sur la butte Montmartre à la tête de son bataillon. 
Aux élections complémentaires du 16 avril 1871, il est élu au Conseil de la Commune par le 18e arrondissement avec 5.402 voix. Il n'entra jamais dans aucune commission ni comité. Le 18 mai, il demanda que chaque membre de la Commune suive son bataillon de marche quand il sortirait de Paris. Après la Semaine sanglante, il est condamné à la déportation en Nouvelle-Calédonie (1872). Ses tentatives d'évasion échouent. Après l'amnistie de 1880, il revient à Paris où il réintègre son poste d'architecte de la Ville.
Militant rochefortiste et boulangiste modéré dans la seconde moitié des années 1880, il ne joue plus de rôle politique par la suite.

### Notices biographiques
- Jules Clère, Les hommes de la Commune : Biographie complète de tous ses membres, Paris, Libraire-éditeur É. Dentu, 1871, 195 p. (lire en ligne sur Gallica), p. 23-24
- Paul Delion, Les membres de la Commune et du Comité central, Paris, A. Lemerre éditeur, août 1871, 446 p. (lire en ligne sur Gallica), p. 14-16
- Bernard Noël, Dictionnaire de la Commune, Coaraze, L'Amourier éditions, coll. « Bio », avril 2021 (1re éd. 1971), 799 p. (ISBN 978-2-36418-060-4, ISSN 2259-6976, présentation en ligne), p. 58
- « Notice « Arnold Georges, Léon » », sur maitron.fr, Le Maitron, dictionnaire bibliographique du mouvement ouvrier et du mouvement social, Association Les Amis du Maitron (consulté le 2 août 2021)